# Osiedle Józefa Tytki
Osiedle Józefa Tytki – osiedle Pszowa. Na osiedlu mieszka około 450 mieszkańców. Osiedle Józefa Tytki znajdują się ok. 300 metrów od centrum miasta.

## Zabudowanie
Na terenie osiedla znajduje się siedem bloków mieszkalnych, Publiczne Przedszkole nr 2 w Pszowie, Biblioteka Publiczna nr 1 w Pszowie oraz Pawilon Pszów.